# María Elena Galiano
María Elena Galiano (25 de febrero de 1928-30 de octubre de 2000) fue una naturalista, y aracnóloga argentina. Destacada líder en taxonomía de arañas saltadoras de ecozonas neotropicales.
Los géneros de arañas sudamericanas Galianora, Galianoella, Malenella y Mburuvicha fueron nombrados en su honor.

## Carrera
María Elena Galiano fue maestra Normal Nacional y profesora de Enseñanza Secundaria, Normal y Especial en Biología del Instituto Superior del Profesorado Secundario Joaquín V. González. Dio clases en diversos establecimientos secundarios durante su juventud. A partir de 1951, se dedicó con exclusividad a la investigación científica en el Instituto Carlos Malbrán y en el Museo Argentino de Ciencias Naturales en Buenos Aires, donde ingresó ad honorem. En el Museo Argentino se dedicó hasta su fallecimiento al estudio de las arañas neotropicales. En 1958 obtuvo una de las primeras becas externas de perfeccionamiento del CONICET, con la cual realizó estudios en París, Francia.
Fue una de los primeros investigadores en ingresar a la Carrera de Investigador Científico del Conicet. En 1977, alcanzó la categoría de Investigadora Principal. Poco antes de fallecer había sido designada jefa de la División de Aracnología del Museo Argentino de Ciencias Naturales.
Falleció en un accidente en su propio domicilio, el 30 de octubre de 2000.

## Honores
A lo largo de su carrera, recibió distintos premios y distinciones, como el Premio "Eduardo L. Holmberg" de la Academia de Ciencias Exactas, Físicas y Naturales y la Medalla de Plata de la Sociedad Entomológica Argentina. Cuatro géneros y trece especies de arácnidos han sido nombrados en su honor, incluyendo a Galianoella (Galieniellidae), Malenella (Macrobunidae) y Mburuvicha y Galianora (Salticidae).

## Taxones descriptos
A lo largo de su carrera, Galiano describió describió a 159 nuevas especies y 14 nuevos géneros de arañas, siendo autoridad de los siguientes géneros todavía válidos:
- Admesturius Galiano, 1988
- Aillutticus Galiano, 1987
- Corcovetella Galiano, 1975
- Hisukattus Galiano, 1987
- Kalcerrytus Galiano, 2000
- Nycerella Galiano, 1982
- Simonurius Galiano, 1988
- Sumampattus Galiano, 1983
- Trydarssus Galiano, 1995
- Udalmella Galiano, 1994
- Wedoquella Galiano, 1984
- Yacuitella Galiano, 1995
- Yepoella Galiano, 1970

## Abreviatura (zoología)
La abreviatura Galiano  se emplea para indicar a María Elena Galiano como autoridad en la descripción y taxonomía en zoología.

## Algunas publicaciones
- maría elena Galiano. 1984. Description de Wedoquella nuevo género (Araneae, Salticidae). J. Arachnol., 11 :343-352 artículo en archivo PDF en línea Archivado el 17 de septiembre de 2010 en Wayback Machine.

- -------------------------. 1978. Revisión del género Phiale Koch, C.L., 1846 (Araneae, Salticidae). I. Redescripción de Phiale gratiosa, P. mimica y P. rufoguttata. Physis Sec . C, 37 (93) :161-167

- -------------------------. 1963. Las especies americanas de arañas de la familia Salticidae, descriptas por Eugene Simon. Redescripciones basadas en los ejemplares tipicos. Physis, Buenos Aires, 23 (66): 451-452, t. 37, ff. 12-14

- -------------------------. 1961. Revisión del género Chira Peckham, 1896 (Araneae, Salticidae). Comun . Mus. Argent. Cienc. Nat. Zool. 3(6): 159-188

- maría elena Galiano. 2001. Revisión de las especies de Freya del grupo Decorata (Araneae, Salticidae) - PDF Archivado el 23 de junio de 2017 en Wayback Machine.[9]

- -------------------------. 1981a. Revisión del género Aphirape C.L. Koch, 1851 (Araneae, Salticidae). Volumen 1, Número 7 de Comunicaciones del Museo Argentino de Ciencias Naturales "Bernardino Rivadavia" e Instituto Nacional de Investigación de las Ciencias Naturales: Entomología. Editor	Museo Argentino de Ciencias Naturales "Bernardino Rivadavia" e Instituto Nacional de Investigación

- -------------------------. 1981. Revisión del género Phiale C.L.Koch, 1846 (Araneae, Salticidae) III. Las especies polimórficas del grupo Mimica 1981 -J . Arachnol ., 9 :61-85 artículo en archivo PDF en línea Archivado el 19 de noviembre de 2010 en Wayback Machine.

- -------------------------. 1980. Revisión del género Lyssomanes Hentz, 1845 (Araneae, Salticidae). Volumen 30 de Opera Lilloana. Editor Ministerio de Cultura y Educación, Fundación Miguel Lillo, 104 pp.

- -------------------------. 1979a. Revisión del género Eustiromastix Simon, 1902 (Araneae, Salticidae) artículo en archivo PDF en línea Archivado el 5 de agosto de 2019 en Wayback Machine.

- -------------------------, emilio a. Maury. 1979b. Lista de los ejemplares típicos de "Arachnida" (Araneae, Opiliones, Scorpiones y Solifugae) depositados en el Museo Argentino de Ciencias Naturales "Bernardino Rivadavia". Volumen 5, Número 11 de Revista del Museo Argentino de Ciencias Naturales "Bernardino Rivadavia" e Instituto Nacional de Investigación de las Ciencias Naturales: Entomología. Editor Museo Argentino de Ciencias Naturales "Bernardino Rivadavia", 334 pp.

- -------------------------. 1976. Comentarios sobre la categoría sistemática del Taxon "Lyssomanidae" ("Araneae"). Volumen 5, Número 3 de Revista : Entomología, Museo Argentino de Ciencias Naturales "Bernardino Rivadavia." Instituto Nacional de Investigación de las Ciencias Naturales. Editor Impr. Coni, 70 pp.

- -------------------------. 1972. Revisión del género "Chirothecia" Taczanowski, 1878 (Araneae, Salticidae). Volumen 4, Número 1 de Revista: Entomología, Buenos Aires Museo Argentino de Ciencias Naturales Bernardino Rivadavia. Editor Museo Argentino de Ciencias Naturales Bernardino Rivadavia, 42 pp.

- -------------------------. 1968. Revisión de los géneros Acragas, Amycus, Encolpius, Hypaeus, Mago y Noegus (Salticidae, Araneae). Volumen 2, Número 3 de Revista del Museo Argentino de Ciencias Naturales "Bernardino Rivadavia" e Instituto Nacional de Investigación de las Ciencias Naturales: Entomología. Editor Casa Editora Coni, 93 pp.

- -------------------------. 1966. Attus obscurus Taczanowski, 1872 (Araneae) ; proposed suppression under the Plenary Powers in favour of Cyrene bulbosa Cambridge, 1901. Bull. zool. Nomencl. 23 (5) :255

- -------------------------. 1966b. Salticidae (Araneae) Formiciformes: V. Revisión del género "Synemosyna" Hentz, 1846. Volumen 1, Número 6 de Revista: Entomología, Buenos Aires Museo Argentino de Ciencias Naturales Bernardino Rivadavia e Instituto Nacional de Investigación de las Ciencias Naturales. Editor	Impr. y Casa Editora Coni, 380 pp.

- -------------------------. 1963. Las especies americanas de arañas de la familia Salticidae descriptas por Eugen y Simon. Redescripciones basadas en los ejemplares típicos. Physis, 23 (66) :273-470

- -------------------------. 1961. Revisión del género Chira Peckham 1896 - (Araneae - Salticidae). Buenos Aires, Imp. Coni, 1ª edición, 53 pp.